# アレックス・ガーランド
アレックス・ガーランド（Alex Garland, 1970年5月26日 - ）は、イングランドの小説家、脚本家、映画プロデューサー、映画監督。ダニー・ボイル監督とのコラボレーションで知られている。

## 経歴
1970年、風刺漫画家のニコラス・ガーランドと心理学者のキャロライン・メダワーの間に生まれる。弟が1人と異母きょうだいが2人いる。ハムステッドのユニバーシティ・カレッジ・スクールを卒業し、その後マンチェスター大学で美術史を専攻し卒業した。
2002年、ダニー・ボイル監督のホラー映画『28日後...』で脚本家デビューを果たす。2015年公開の『エクス・マキナ』で映画監督デビューを果たし、第88回アカデミー脚本賞にノミネートされた。

## 著書
- 『ザ・ビーチ』村井智之訳（1999年、アーティストハウス）
- 『四次元立方体（英語版）』村井智之訳（2000年、アーティストハウス）
- 『昏睡（英語版）』村井智之訳（2004年、アーティストハウス）

## フィルモグラフィー

### 映画
| 年   | 題名                                       | 役割             |
| ---- | ------------------------------------------ | ---------------- |
| 2002 | 28日後... 28 Days Later                    | 脚本             |
| 2007 | サンシャイン 2057 Sunshine                 | 脚本             |
| 2007 | 28週後... 28 Weeks Later                   | 製作総指揮       |
| 2010 | わたしを離さないで Never Let Me Go         | 脚本・製作総指揮 |
| 2012 | ジャッジ・ドレッド Dredd                   | 脚本・製作       |
| 2014 | ビッグゲーム 大統領と少年ハンター Big Game | 製作総指揮       |
| 2015 | エクス・マキナ Ex Machina                  | 監督・脚本       |
| 2018 | アナイアレイション -全滅領域- Annihilation | 監督・脚本       |
| 2022 | MEN 同じ顔の男たち Men                     | 監督・脚本       |
| 2024 | シビル・ウォー アメリカ最後の日 Civil War  | 監督・脚本       |
| 2025 | 28年後... 28 Years Later                   | 脚本・製作       |
| 2025 | Warfare                                    | 監督・脚本       |
| TBA  | Elden Ring                                 | 監督・脚本       |

### テレビ
| 年   | 題名             | 役割             |
| ---- | ---------------- | ---------------- |
| 2020 | DEVS/デヴス Devs | 監督・脚本・製作 |
| TBA  | Never Let Me Go  | 製作             |

### ビデオ・ゲーム
- Enslaved: Odyssey to the West（2010年）- 脚本
- ディーエムシー デビルメイクライ DmC Devil May Cry（2013年）- 脚本

## 受賞
| 公開 | タイトル           | 賞／映画祭                             | カテゴリ     | 結果       |
| ---- | ------------------ | -------------------------------------- | ------------ | ---------- |
| 2004 | 28日後...          | ファンゴリア・チェーンソー・アワード   | 脚本賞       | 受賞       |
| 2004 | 28日後...          | 第30回サターン賞                       |              | ノミネート |
| 2010 | わたしを離さないで | 第13回英国インディペンデント映画賞     | 脚本賞       | ノミネート |
| 2011 | わたしを離さないで | 第37回サターン賞                       | 脚本賞       | ノミネート |
| 2015 | エクス・マキナ     | 第18回英国インディペンデント映画賞     | 作品賞       | 受賞       |
| 2015 | エクス・マキナ     | 第18回英国インディペンデント映画賞     | 監督賞       | 受賞       |
| 2015 | エクス・マキナ     | 第18回英国インディペンデント映画賞     | 脚本賞       | 受賞       |
| 2015 | エクス・マキナ     | 第19回オンライン映画批評家協会賞       | 脚本賞       | ノミネート |
| 2016 | エクス・マキナ     | 第68回全米監督協会賞                   | 初監督作品賞 | 受賞       |
| 2016 | エクス・マキナ     | 第69回英国アカデミー賞                 | 脚本賞       | ノミネート |
| 2016 | エクス・マキナ     | 第69回英国アカデミー賞                 | 新人賞       | ノミネート |
| 2016 | エクス・マキナ     | 第88回アカデミー賞                     | 脚本賞       | ノミネート |
| 2016 | エクス・マキナ     | 第42回サターン賞                       | 監督賞       | ノミネート |
| 2016 | エクス・マキナ     | 第42回サターン賞                       | 脚本賞       | ノミネート |
| 2016 | エクス・マキナ     | 第22回クリティクス・チョイス・アワード | 脚本賞       | ノミネート |